# Гаріфулліна Аїда Емілівна
Аїда Емілівна Гаріфулліна (нар.. 30 вересня 1987 в Казані) — австрійська оперна співачка (сопрано) російсько-татарського походження,  солістка Віденської державної опери,  Член ансамблю Віденської державної опери, Заслужена артистка Татарстану.

## Біографія і музична кар'єра

### Ранні роки
Народилася в 1987 році в Казані. Мати Аїди — Ляйля Ільдарівна Гаріфулліна, за спеціальністю диригент хору, директор Центру сучасної музики Софії Губайдуліної, заслужений діяч мистецтв Республіки Татарстан. Мати з дитинства прищеплювала доньці любов до академічного музичного мистецтва, намагалася професійно підтримати її становлення як оперної співачки.
У 13 років Аїда виступила в Концертному залі імені П. І. Чайковського (м. Москва) з Державним симфонічним оркестром Республіки Татарстан, у рамках програми «Обдаровані діти Татарстану». Через рік вона стала стипендіатом фонду Федора Шаляпіна «Кращий голос року» в номінації «Академічний вокал».

### Навчання
У 2005 році Гаріфулліна, отримавши Грант мера Казані на навчання в Німеччині, вступила до Вищої школи музики в Нюрнберзі у клас академічного вокалу професора і ректора цієї школи, тенора Зігфріда Єрузалема. Через два роки вона перейшла до класу професора Клаудії Виска у Віденському університеті музики та виконавського мистецтва, де і закінчила штудію у 2009 році.
У тому ж році силами Віденського університету була поставлена опера Моцарта «Так роблять усі», де Гаріфулліна дебютувала у партії Деспіни. У 2010 році вона взяла участь у Першому міжнародному конкурсі вокалістів імені Мусліма Магомаєва в Москві і стала його лауреатом.
У 2012 році Гаріфулліна виступила на сцені Арена ді Верона в Італії, де відбулася її перша зустріч з Пласідо Домінго. Аїда виконала «Je veux vivre» з опери Шарля Гуно «Ромео і Джульєтта».
У цьому ж році на відкритті Російського дому на XXX Літньої Олімпіади в Лондоні Аїда познайомилася з Валерієм Гергієвим, художнім керівником Маріїнського театру в Санкт-Петербурзі.
У січні 2013 року Гаріфулліна на запрошення Гергієва дебютувала на сцені Маріїнського театру в ролі Сюзани в опері-буфа Моцарта «Весілля Фігаро». Пізніше до репертуару Аїди були включені ролі Джільди («Ріголетто») та Адіни («Любовний напій»).

### Вокальна кар'єра
У серпні 2013 року Гаріфулліна знову виступила на сцені Арена ді Верона, але вже як конкурсантка Опералії-2013. Аїда стала володарем Першої премії міжнародного конкурсу оперних співаків Пласідо Домінго Опералія-2013. На конкурсі були виконані арії Нанетти («Фальстаф»), Снігуроньки («Снігуронька»), Сюзанни («Весілля Фігаро»), Джульєтта («Монтеккі і Капулетті» Белліні). Після перемоги в Опералії відбувся спільний виступ з Пласідо Домінго на концерті в Пекіні.
З початку сезону 2014/2015 років Аїда Гаріфулліна виступає солісткою Віденської державної опери.
15 і 16 липня 2014 Аїда дебютувала в ролі Наташі Ростової у прем'єрі Маріїнського театру — опери «Війна і мир» Сергія Прокоф'єва в постановці британського режисера Грема Віка. Прем'єрні покази вистави під керівництвом Валерія Гергієва транслювалися в кінотеатрах Європи.
З січня 2015 року у співачки укладений ексклюзивний контракт із звукозаписною компанією Decca Classics.

## Репертуар
- В. А. Моцарт — «C — Moll Messe»[de]
- Дж. Пуччіні — «Богема», Мюзетта
- Дж. Верді — «Бал-маскарад», Оскар
- Дж. Верді — «Ріголетто», Джільда
- Дж. Верді — «Фальстаф», Нанетта
- Р. Доніцетті — «Дон Паскуале», Норіна
- Р. Доніцетті — «Любовний напій», Адіна
- В. А. Моцарт — «Чарівна флейта», Памина
- В. А. Моцарт — «Так роблять усі», Деспіна
- В. А. Моцарт — «Весілля Фігаро», Сюзанна
- В. А. Моцарт — «Дон Жуан», Церліна
- Дж. Россіні — «Італійка в Алжирі», Ельвіра
- Ф. Галеві — «Юдейка», принцеса Євдоксії
- С. С. Прокоф'єв — «Війна і мир», Наташа Ростова
- Н. А. Римський-Корсаков — «Золотий півник», Шемаханская цариця
- Н. А. Римський-Корсаков — «Снігуронька», Снігуронька
- П. Этвеш — «Три сестри», Ірина

## Гала-концерти та почесні виступи
У серпні 2011 року Аїда як посол Універсіади виступила на Церемонії закриття XXVI Всесвітніх Студентських Ігор у місті Шеньчжень . У листопаді цього ж року в Центрі сучасної музики С. Губайдуліної в Казані на концерті з нагоди святкування 80-річчя Софії Губайдуліної Аїда виконала в присутності автора її ранній вокальний цикл «Фацелія».
Слідом за цим відбувся спільний концерт з італійським тенором Алессандро Сафіна в Казані.
5 грудня 2013 року Аїда заспівала в дуеті з італійським тенором Андреа Бочеллі на благодійному гала-концерті «Девід Фостер і Друзі» в Торонто.
30 жовтня 2013 року Гаріфулліна виступила на благодійному концерті Хосе Каррераса і Пласідо Домінго у Великому театрі Росії, виконавши арію Ляуретти і дует Жермона та Віолетти разом з Домінго.
У березні 2014 року Аїда на запрошення Дмитра Хворостовського виступила у двох концертах з циклу «Хворостовський і друзі».
22 травня в Казані відбувся спільний концерт з Пласідо Домінго. Концерт пройшов на найбільшому майданчику Казані «Татнефть-Арена», вмістивши сім з половиною тисяч глядачів.
9 червня Гаріфулліна виступила на концерті «Аріранг» в Сеулі, присвяченому миру між Північною та Південною Кореєю.
У липні 2013 р. удостоїлася честі як посол Універсіади виконати першу пісню на Церемонії відкриття XXVII Всесвітньої Літньої Універсіади 2013 року в Казані. Також виступила на закритті «Культурної Універсіади» з оркестром Маріїнського театру під керуванням Валерія Гергієва.
12 лютого 2015 року Аїда Гаріфулліна виступила на відкритті ювілейного Віденського оперного балу.

## Нагороди та почесні звання
- Стипендіат премії фонду імені Ф. Шаляпіна «Кращий голос року» в номінації «Академічний вокал» (2001).
- Лауреат конкурсу вокалістів імені Мусліма Магомаєва (2010).
- Перша премія міжнародного конкурсу оперних співаків Пласідо Домінго Опералія—2013
- Заслужена артистка Республіки Татарстан, подяка Президента Республіки Татарстан[19] (2013)
- Подячна Грамота Президента Республіки Татарстан (2013)
- Пам'ятна медаль «XXVII Всесвітня літня універсіада 2013 р. в Казані» (2013)
- Російська Національна музична премія (2015)